# 정운호
정운호(전남 함평군, 1965년 ~)는 남대문 노점상으로 출발해  1993년 주문자상표부착생산(OEM)업체인 세계화장품을 설립했다. 1996년 '식물원' 1998년 '쿠지(COOGI)' 브랜드를 시장에 내놓았고  대한민국의 전 더페이스샵코리아 회장을 역임한   네이처리퍼블릭 대표이사, 기업인이다.

## 경력
- 2010년 3월 ~ 2016년 6월 네이처리퍼블릭 대표이사
- 2006년 더페이스샵코리아 회장
- 2003년 더페이스샵코리아 대표이사 사장
- 2010년 3월~ 2016년 6월 21일  네이처리퍼블릭 대표이사
- 2020년 2월 ~ 네이처리퍼블릭 대표이사

## 정운호 게이트
100억대 상습도박으로 실형을 선고받고 보석이나 집행유예를 조건으로 거액의 수임료를 제공해 판사, 검사에 대하여 청탁 로비를 한 사건을 말한다.
정운호 네이처리퍼블릭 대표는 2015년 10월 100억대 필리핀 정킷방 도박 혐의로 구속기소된 뒤 1심에서 징역 1년, 2심에서 징역 8개월 등을 각각 선고받았다.
2016년 5월 12일 서울중앙지검 특수1부(부장검사 이원석)는 정운호 네이처리퍼블릭 대표와 이숨투자자문의 실질적 대표 송창수로부터 검찰·법원에 대한 로비 명목의 수임료를 각각 50억씩, 총 100억원 상당 건네받은 혐의로 최유정 변호사에 대해 지난 11일 구속영장을 청구했다. 최유정 변호사는 정운호 대표에게 보석을 약속해줘야 할 것으로 알려졌지만 보석 신청은 최 변호사가 해주지도 않았다.
정운호 네이처리퍼블릭 대표는 상습도박 혐의 재판 항소심이 시작된 2016년 1월 최유정 변호사를 선임했으며, 최 변호사를 소개한 것은 구치소 동기인 이숨투자자문 대표 송창수(40)였다.
정운호의 여동생이 최유정 변호사에게 수임료 50억원을 전달했다. 그러나, 정운호는 보석 신청이 기각되자 정 대표의 여동생은 최 변호사 사무실을 찾아가 성공보수 명목으로 지급했던 30억원을 돌려받았고, 최 변호사는 3월3일 변호인을 사임했다. 이어 정운호는 2016년 3월 11일 다른 변호사를 최 변호사에게 보내 20억원의 절반 정도를 반환해 줄 것을 요청했고, 최 변호사가 반환 요구를 거절하자 최 변호사를 폭행해 전치 3주의 손목 관절 부상 등을 입힌 혐의로 고소당했다.